# 富格爾蒂山
46°32′03″N 9°03′51″E / 46.5343°N 9.0643°E
富格爾蒂山（Furggeltihorn），是瑞士的山峰，位於該國東南部，由格勞賓登州負責管轄，屬於阿爾布拉山脈的一部分，海拔高度3,043米，每年平均降雨量1,851毫米。